# Death Before the Wedding
Death Before the Wedding (polska: Zgon przed weselem) är en polsk komedifilm som hade premiär på strömningstjänsten Netflix den 12 februari 2025. Filmen är regisserad av Tomasz Konecki och Iwona Ogonowska-Konecka efter ett manus skrivet av Hanna Wesierska och Karolina Szymczyk-Majchrzak.

## Handling
Filmen handlar om Maja som när hon presenterar sin fästman för sina konservativa föräldrar så måste de lägga sina fördomar åt sidan och samtidigt hantera en kris på sin bondgård.

## Rollista (i urval)
- Agnieszka Suchora – Regina
- Tomasz Karolak – Mirek
- Natalia Iwanska – Maja